# Patrick Munro
Pour les articles homonymes, voir Munro (homonymie).

b Matchs officiels uniquement.
Patrick Munro, né le 9 octobre 1883 et décédé le 3 mai 1942, est un homme politique britannique conservateur et un joueur de rugby écossais, évoluant avec l'Écosse comme demi d'ouverture.

## Biographie
C'est le cinquième enfant de Patrick Munro et Mary Helen Catherine Dormond, il est scolarisé à Leeds Grammar School et Christ Church (Oxford).
Il rejoint le Service Politique du Soudan en 1907, et il est gouverneur de la province du Darfur en 1923-1924 et gouverneur de la province de Khartoum en 1925-1929.

## Carrière rugbystique
Patrick Munro obtient des sélections pour l'Université d'Oxford lors du Varsity Match, match opposant les joueurs d'Oxford au Cambridge University RUFC de l'Université de Cambridge. Il dispute les éditions de 1903, 1904, 1905 (comme capitaine en 1905).
Patrick Munro a disputé son premier test match avec l'Écosse le 4 février 1905 contre l'équipe du pays de Galles.
Il a disputé son dernier test match le 25 février 1911 contre l'équipe d'Irlande.
Il joue 13 matchs et inscrit 2 essais, 2 drops. Il joue contre l'équipe de Nouvelle-Zélande de rugby à XV en tournée en 1905-1906 avec l'Écosse un match perdu 12-7 le 18 novembre 1905 et contre l'équipe d'Afrique du Sud de rugby à XV en tournée en 1906 un match gagné 6-0 le 17 novembre 1906, le seul match perdu par les Springboks lors de cette tournée.
Il prend part comme capitaine à la première victoire de l'équipe de France lors d'un match dans le tournoi (face aux Écossais) en 1911 au stade de Colombes.
En 1939, il devient le 59e président de la Fédération écossaise de rugby à XV.

## Palmarès
- 13 sélections pour l'Écosse.
- 2 essais, 2 drops
- 14 points
- Sélections par année : 4 en 1905, 4 en 1906, 2 en 1907, 3 en 1911.
- Participation aux tournois britanniques en 1905, 1906 et 1907.
- Participation au Tournoi des Cinq Nations en 1911.

- Victoire et Triple Couronne en 1907.